# Blake Heron
Pour les articles homonymes, voir Héron (homonymie).
Blake Heron est un acteur américain né le 11 janvier 1982 à Sherman Oaks (Californie) et mort le 8 septembre 2017 à La Crescenta-Montrose (Californie).

## Filmographie

### Cinéma
- 1995 : Tom et Huck de Peter Hewitt : Ben Rodgers
- 1996 : Shaïlo de Dale Rosenbloom : Marty Preston
- 1998 : Frères de sang (Wind River) de Tom Shell : Nick Wilson
- 2000 : Blast de Martin Schenk : Jonesy
- 2002 : Nous étions soldats (We Were Soldiers) de Randall Wallace : Sp4 Galen Bungum
- 2003 : 11:14 de Greg Marcks : Aaron
- 2004 : Dandelion (en) de Mark Milgard : Eddie

### Télévision

#### Téléfilms
- 1996 : Andersonville de John Frankenheimer : Patrick Shay
- 1996 : Don't Look Back (en) : Young Jesse
- 1996 : Trilogy of Terror II : Bobby
- 1997 : Les Notes du bonheur (Journey of the Heart) : Ray
- 2000 : Tricheurs ! (Cheaters) : Matt Kur
- 2013 : Dans l'enfer de la polygamie (Escape from Polygamy) de Rachel Goldenberg : Voyou

#### Séries télévisées
- 1995 : Reality Check : Bud McNeight
- 1996 : Nick Freno: Licensed Teacher (en) : Jordan Wells (1997-1998)
- 1999 : Good Versus Evil : Dellus
- 2000 : urgences : Trent Larson
- 2015 : Esprits Criminels : Benjamin Wade. (Saison 11, épisode 4)

## Récompenses et nominations

### Récompenses
- Young Artist Awards 1998 : meilleure performance pour un jeune acteur pour un premier rôle dans un film de cinéma pour le film Shaïlo, partagé avec Kevin Zegers pour le film Air Bud : Buddy star des paniers

### Nominations
- YoungStar Awards 2000 : meilleur jeune acteur/performance dans une mini-série/téléfilm pour Tricheurs ! (Cheaters)